# Bill Dickey
William Malcolm Dickey (ur. 5 czerwca 1907, zm. 12 listopada 1993) – amerykański baseballista, który występował na pozycji łapacza przez 17 sezonów w New York Yankees.
Dickey jedenaście razy zagrał w All-Star Game i  siedmiokrotnie zwyciężył w World Series jako zawodnik (w 1928, mimo że Yankees zdobyli mistrzowski tytuł, nie zagrał w żadnym meczu). W późniejszym okresie był między innymi trenerem pierwszej bazy i skautem w Yankees.
W 1954 został wybrany do Galerii Sław Baseballu.
| Nagroda/wyróżnienie           | Lata                                                            | Źródło |
| 11× All-Star                  | 1933, 1934, 1936, 1937, 1938, 1939 1940, 1941, 1942, 1943, 1946 | [ 1 ]  |
| 7× zwycięzca w World Series   | 1932, 1936, 1937, 1938, 1939, 1941, 1943                        | [ 1 ]  |
| Baseball Hall of Fame         | od 1954                                                         | [ 4 ]  |
| # 8 zastrzeżony przez Yankees | 1972                                                            | [ 2 ]  |